# Оссувно
Оссувно (пол. Ossówno) — село в Польщі, у гміні Вежбно Венґровського повіту Мазовецького воєводства.
Населення — 45 осіб (2011).
У 1975-1998 роках село належало до Седлецького воєводства.

## Демографія
Демографічна структура станом на 31 березня 2011 року:
|          | Загалом | Допрацездатний вік | Працездатний вік | Постпрацездатний вік |
| -------- | ------- | ------------------ | ---------------- | -------------------- |
| Чоловіки | 21      | 2                  | 14               | 5                    |
| Жінки    | 24      | 3                  | 9                | 12                   |
| Разом    | 45      | 5                  | 23               | 17                   |